# Rajd Elmot 2007
Rezultaty Rajdu Elmot (35. Rajd Elmot-Remy), 2. rundy Rajdowych Samochodowych Mistrzostw Polski w 2007 roku, który odbył się w dniach 27-28 kwietnia:

## Wyniki
| Miejsce | Kierowca             | Pilot              | Samochód                   | Grupa-Klasa | Czas      | Strata |
| ------- | -------------------- | ------------------ | -------------------------- | ----------- | --------- | ------ |
| 1.      | Kajetan Kajetanowicz | Maciej Wisławski   | Mitsubishi Lancer Evo IX   | N-4         | 1:47:40.4 |        |
| 2.      | Tomasz Kuchar        | Jakub Gerber       | Subaru Impreza N12         | N-4         | 1:47:48.6 | 8.2    |
| 3.      | Sebastian Frycz      | Jacek Rathe        | Subaru Impreza N12         | N-4         | 1:47:50.7 | 10.3   |
| 4.      | Leszek Kuzaj         | Jarosław Baran     | Subaru Impreza N12         | N-4         | 1:48:08.0 | 27.6   |
| 5.      | Stefan Karnabal      | Michał Kuśnierz    | Mitsubishi Lancer Evo IX   | N-4         | 1:50:14.5 | 2:34.1 |
| 6.      | Michał Sołowow       | Maciej Baran       | Fiat Punto S2000           | N-S2000     | 1:50:33.0 | 2:52.6 |
| 7.      | Zbigniew Gabryś      | Artur Natkaniec    | Mitsubishi Lancer Evo IX   | N-4         | 1:50:38.7 | 2:58.3 |
| 8.      | Maciej Oleksowicz    | Andrzej Obrębowski | Subaru Impreza N12         | N-4         | 1:51:04.6 | 3:24.2 |
| 9.      | Bartłomiej Grzybek   | Michał Ranik       | Mitsubishi Lancer Evo VIII | N-4         | 1:51:23.1 | 3:42.7 |
| 10.     | Mariusz Stec         | Zbigniew Gruszka   | Mitsubishi Lancer Evo IX   | N-4         | 1:51:36.9 | 3:56.5 |